# When Love & Hate Collide
When Love & Hate Collide – ballada rockowa brytyjskiego zespołu Def Leppard. Jest to jedyny singel z albumu zatytułowanego Vault.

## Notowania
| Lista                                | Pozycja |
| ------------------------------------ | ------- |
| U.S. Billboard Hot 100               | 58      |
| UK Singles (Official Charts Company) | 2       |
| Irish Recorded Music Association     | 1       |
| ARIA Charts                          | 22      |